# Flattr
Flattr — система микроплатежей (микропожертвований), открытая в мае 2010 года для ограниченного доступа только по приглашениям, а с 12 августа 2010 и для свободного доступа.
Flattr — проект, основанный Петером Сунде и Линусом Ольсоном. Пользователи могут вносить небольшую сумму денег (минимум 2 евро) каждый месяц, а после нажимать кнопку «Flattr» на сайтах для того, чтобы разделить деньги, которые они ранее отдали, между сайтами наподобие интернет-банков для пожертвований. Слово «flattr» используется как глагол, обозначающий платежи через систему Flattr. Таким образом, когда пользователь нажимает на кнопку Flattr, и он одновременно вошёл на сайт Flattr, такие действия называются англ. flattring. Сунде сказал: «Мы хотим поощрять людей
делиться деньгами и творчеством».
С самого начала работы сервис Flattr взимает со счёта пользователя 10 % от ежемесячных взносов, хотя эта комиссия может быть уменьшена в будущем, если это позволит экономическая ситуация.
В декабре 2010 Flattr получил широкую известность благодаря Twitter, где распространялась информация о нём как о способе пожертвовать деньги для организации Wikileaks, которой на тот момент перекрыли каналы передачи денег через системы PayPal, Visa и Mastercard.

## Расширение
Так как сервис полагается на сетевой эффект для того, чтобы доказать свою пользу, необходимо, чтобы пользователи подключались и имели возможность делать и получать взносы. Поддерживается большое множество различных платформ, в том числе WordPress, Blogger и Joomla. Для способствования скорейшему утверждению сервиса как такового, включая те сайты, которые не могут поддерживать Flattr напрямую, было создано дополнение для Firefox: Överallt (от швед. повсюду). Оно позволяет браузеру распознавать простой текстовый тег ([Flattr=ID]) и встроить виджет Flattr вместо него. Эта возможность расширяет область применимости Flattr, так что не только поддерживающие Flattr сайты могут работать с ним, а все сайты могут иметь кнопки Flattr.

### Реальный мир и несетевые произведения
Flattr может оказаться полезным для микропожертвований в пользу несетевых произведений, включая те, которые не имеют отношения к компьютерам, при помощи распознавания QR-кодов мобильным телефоном. Существует несколько сервисов для пожертвований в пользу несетевых произведений, подразумевающих использование возможности телефонов на базе ОС Android распознавать QR-коды.

## Награды
- Best New Startup in 2010 — TechCrunch Europe.[7]
- Hoola Bandoola Band award.[8][9]
- Top-10 in Netexplorateur 2011.[10]